# Beleg van Gia Định
Het Beleg van Gia Định was een groots opgezette aanval van het Tweede Franse Keizerrijk in Zuidoost-Azië in 1858 en 1859. Uiteindelijk zou Gia Định op 17 februari 1859 veroverd worden. De verovering van de stad was de start van de kolonisatie van het gebied van wat later Cochin-China en nog later Unie van Indochina zou heten. Gia Định lag waar tegenwoordig Bình Thạnh ligt, een van de districten van de gemeente Ho Chi Minhstad.
Het beleg werd uitgevoerd door Admiraal Charles Rigault de Genouilly in opdracht van Napoleon III, nadat eerder Charles de Montigny een poging had gedaan. Hij slaagde daar echter niet in. Rigault de Genouilly had veertien oorlogsschepen tot zijn beschikking met 1000 infanterie van de Franse Marine. Ook waren er 1000 Spaanse troepen afkomstig van de Filipijnen. Deze troepen landden in september 1858 bij Đà Nẵng, nadat deze stad was veroverd, trokken de troepen naar het zuiden.
De verovering van Gia Định was van essentieel belang, omdat vanuit hier de legers van Nam Kỳ, zoals het land toen heette, te mobiliseren. Na het beleg was de kolonisatie van het gebied door de Fransen een stuk gemakkelijker.